# Lippo Vanni

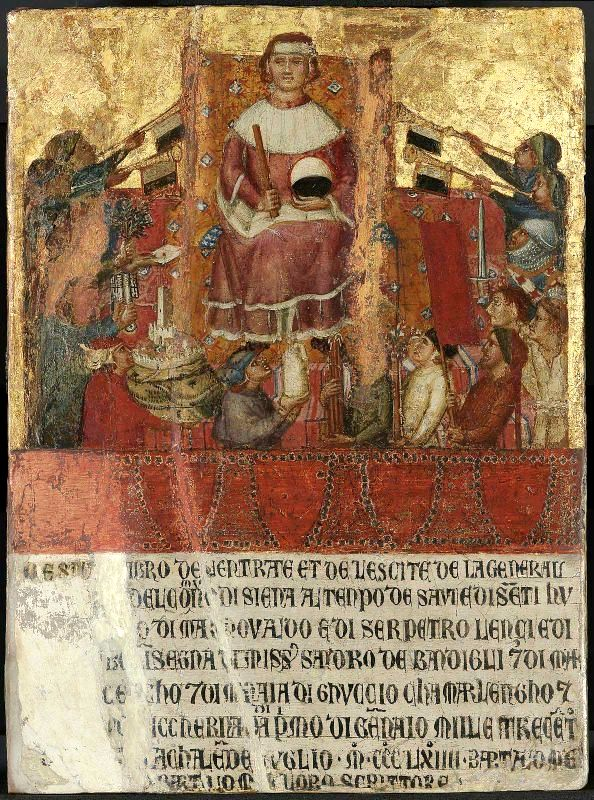
Biccherna. La Ofrenda de Tributo, de ca. 1364.

Lippo Vanni fue un pintor italiano del siglo XIV y maestro iluminador o miniaturista activo en su nativa Siena. 
Pintó miniaturas para la iglesia de Santa María della Scala en Siena en 1344, y su nombre aparece por primera vez en el Gremio en 1355. En 1352 realizó la obra Coronación de la Virgen para el Biccherna, el Ministerio Sienés de Finanzas. En 1359, junto con Nello Betti,  ejecutó algún trabajo en el Palazzo Pubblico, y en 1372 pintó la Anunciación para el claustro de San Doménico en Siena, del cual sólo se conservan algunos restos. En 1375 recibió seis florines de oro y treinta y un soldi por pintar las puertas del gran crucifijo en la catedral de Siena.
Existe un tríptico dedicado a san Andrés del siglo XIV, realizado por Vanni; cuelga en el Sala del Senato o habitación de conferencia de Senado Académica del Pontifical Universidad de Santo Tomás de Aquino, Angelicum en Roma.